# Institut français du textile et de l'habillement
L'Institut français du textile et de l'habillement (IFTH) est un  centre technique industriel (CTI) créé en 2000. Il a pour mission de promouvoir et d'aider le progrès dans les secteurs du textile et de l'habillement.

## Historique
L'Institut IFTH a été créé par arrêté du 14 avril 2000 par fusion de l'Institut textile de France (ITF) et du Centre d'études techniques des industries de l'habillement (CETIH).

## Missions
Afin de promouvoir et d'aider le progrès des techniques, l'amélioration de la productivité et l'élévation de la qualité dans les secteurs du textile et de l'habillement l'Institut a la possibilité d'effectuer des recherches technologiques ou organisationnelles, de développer la qualité, la métrologie, les essais et les contrôles dans les entreprises et sur les produits, de promouvoir l'innovation et les nouvelles technologies dans les produits et les procédés,  de diffuser la technologie et les meilleures pratiques par la formation et l'assistance technique d'assurer la veille technologique et la diffusion de l'information, de participer aux travaux de normalisation et à la certification et de mener des coopérations internationales.

## Gouvernance et moyens

### Le conseil d'administration
Il est composé de douze membres, nommés pour 3 ans  par arrêté du ministre chargé de l'industrie  : cinq membres représentant le secteur du textile, dont un issu des industries utilisatrices des savoir-faire textile et habillement ; trois membres représentant le secteur de l'habillement, dont un issu des industries utilisatrices des savoir-faire textile et habillement ; deux membres représentant le personnel technique des branches d'activités du textile et de l'habillement, deux membres choisis par le ministre chargé de l'industrie, en raison de leur compétence.

### Moyens
L'Institut emploie environ 140 salariés et disposent de 14 millions d'euros de ressources globales. Il est implanté à Écully, Tourcoing, Troyes, Paris, Mulhouse, Albi et Nantes.